# Nga Mi (võ phái)
Nga Mi là một môn phái võ thuật Trung Hoa ra đời tại núi Nga Mi và được truyền bá rộng rãi ở Tứ Xuyên. Nga Mi phái là môn phái do nữ giới sáng lập.